# Acoma
Acoma är ett släkte av skalbaggar som enligt Catalogue of Life ingår i familjen Pleocomidae, enligt hemsidan Bugguide.net anges däremot att släktet tillhör familjen Scarabaeidae.

## Arter[1]
- Acoma arizonica
- Acoma brunnea
- Acoma cazieri
- Acoma cimarron
- Acoma confusa
- Acoma conjuncta
- Acoma dilemma
- Acoma diminiata
- Acoma evansi
- Acoma gibsoni
- Acoma glabrata
- Acoma granulifrons
- Acoma howdenorum
- Acoma incognita
- Acoma knulli
- Acoma leechi
- Acoma martini
- Acoma mimica
- Acoma minuta
- Acoma mixta
- Acoma ochlera
- Acoma parva
- Acoma quadrilaminata
- Acoma robusta
- Acoma rossi
- Acoma rufula
- Acoma seticollis
- Acoma sexfoliata
- Acoma stathami
- Acoma westcotti